# رونالد دي ويت
رونالد دي ويت (بالفرنسية: Ronald De Witte)‏ ولد بتاريخ 21 أكتوبر 1946، هو دراج بلجيكي سابق في صنف سباق الدراجات على الطريق.

## سجل النتائج

### سباقات أو مراحل فاز بها
- طواف فرنسا

## وصلات خارجية
- الموقع الرسمي

## روابط خارجية
- رونالد دي ويت على موقع أرشيف الدراجات (الإنجليزية)
- رونالد دي ويت على موقع إحصائيات الدراجات الإحترافية (الإنجليزية)
- رونالد دي ويت على موقع CycleBase (الإنجليزية)